# Экс де Лашез, Франсуа д’
Франсуа́ д’Экс, сеньор де Лаше́з (фр. François d'Aix de La Chaise; 25 августа 1624 года, замок Экс в департаменте Луара — 20 января 1709 года, Париж) — французский иезуит, духовник Людовика XIV. Был более известен как отец Лашез (Пер-Лашез, père Lachaise); давший своё имя самому большому парижскому кладбищу, поначалу бывшему просто Восточным кладбищем французской столицы.

## Биография
Монах-иезуит, 34 года служил исповедником королю Людовику XIV; был сторонником г-жи де Ментенон. В церковных делах Людовик XIV оказывал ему безграничное доверие, которое Лашез употреблял на пользу своего ордена; протестанты называли его главным виновником отмены нантского эдикта; янсенисты считали его врагом своих воззрений; в споре между Фенелоном и Боссюэ Лашез обнаружил симпатию к первому.
В 1705 году король подарил Лашезу вблизи Парижа имение Мон-Луи, обращённое впоследствии в кладбище Пер-Лашез.
Уже состарившийся, монах несколько раз просил своего подопечного освободить его от службы, получив положительный ответ только в год своей смерти. На его место королевского духовника был назначен другой иезуит — Летелье́ (1643—1719).

## Труды
После Лашеза остались труды по философии, богословию и нумизматике.